# Baleix
Baleix település Franciaországban, Pyrénées-Atlantiques megyében. Lakosainak száma 131 fő (2022. január 1.). Baleix Momy, Abère, Anoye, Lespourcy és Sedze-Maubecq községekkel határos.

## Népesség
A település népességének változása:
| Lakosok száma | 152  | 146  | 143  | 143  | 143  | 143  | 139  | 135  | 131  |
|               | 2013 | 2015 | 2016 | 2017 | 2018 | 2019 | 2020 | 2021 | 2022 |